# Привіт, діти!
«Здрастуйте, діти!» (рос. «Здравствуйте, дети!») — радянський художній фільм 1962 року, знятий на Кіностудії ім. М. Горького.

## Сюжет
Директор піонерського табору Олена Іванівна влаштовує зустріч нинішніх піонерів з піонерами-ветеранами, які приїжджали в цей табір багато років тому. Зібравши піонерів минулого і сьогодення, вона згадує, як було колись.
У піонерському таборі — міжнародна зміна, на яку приїхали діти з Радянського Союзу, Німеччини, Франції, США, Японії та інших країн. Радянські діти за повчанням Олени Іванівни виступають мудрими господарями, не піддаючись на всілякі провокації. А таких вистачає: два американських хлопчика, білий і чорний, продовжують дотримуватися практики расової нерівності, властивої тодішнім США. Немає єдності і між французькими та німецькими хлопчиками.
Міжнародний педагогічний колектив домовився відмовитися від пропаганди. Але час від часу договір порушується: наприклад, католицький священик з радіоприймача дає слухати месу з собору святого Петра.
У табір приїжджає японська дівчинка Інеко. Одного далеко не прекрасного дня у неї проявляється променева хвороба. Трагедія маленької дівчинки об'єднує всіх піонерів. Хлопці вирушають на пошуки легендарної «трави життя» для Інеко. Для неї роблять паперових журавликів, а для медичних рекомендацій по лікуванню в табір з'їжджається міжнародний медичний консиліум. І діти, і дорослі об'єднуються в єдиному пориві не допустити нової Хіросіми.

## У ролях
- Людмила Скопіна —  директор міжнародного піонерського табору Олена Іванівна
- Борис Виноградов —  пастор
- Леонора Янковська —  американська вчителька Елеонора
- Л. Галстян —  італійська вчителька Стелла
- Едуард Ізотов —  піонервожатий Толя
- Світлана Алексєєва — лікар Машенька
- Лев Золотухін —  професор Інокентій
- Яків Кісідо —  професор Усіхара
- Гегам Воскян —  професор Періго
- Р. Паркер —  професор Ейбрідж
- Ервін Кнаусмюллер —  професор Айзенах
- Юрій Захаров —  Ваня
- Альоша Жарков —  Петя
- Михайло Янушкевич —  Тимко
- Наталія Кісідо —  Інеко

## Знімальна група
- Режисер:  Марк Донськой
- Сценарій: Ірина Донська,  Йосип Прут
- Оператори:  Михайло Якович, Володимир Чібісов
- Художник: П. Пашкевич
- Композитор:  Павло Чекалов
- Текст пісень: Леонід Дербеньов